# گواتمالا در المپیک تابستانی ۲۰۲۴
کاروان المپیکی گواتمالا، یکی از کاروان‌های شرکت‌کننده در بازی‌های المپیک تابستانی ۲۰۲۴ بود. این بازی‌ها از ۲۶ ژوئیه تا ۱۱ اوت ۲۰۲۴ (۵ تا ۲۱ امرداد ۱۴۰۳ خورشیدی) به میزبانی پاریس، پایتخت فرانسه برگزار شد. حضور رسمی کاروان ورزشی گواتمالا در بازی‌های المپیک تابستانی، به ۱۹۵۲ هلسینکی بازمی‌گردد. آنها پس از سه دوره غیبت، از ۱۹۶۸ تاکنون در همهٔ ادوار المپیک شرکت کرده است.
کوین کوردون و والسکا سوتو، پرچمداران این کشور در آیین گشایش این دوره از بازی‌ها بودند.
در ماده تراپ مردان، تیرانداز ژان پیر برول یک مدال برنز را کسب کرد. این مدال، دومین مدال گواتمالا در تاریخ المپیک بود.
اما در بخش تراپ زنان، تیرانداز آدریانا روانو توانست نخستین مدال طلای تاریخ این کشور را در المپیک کسب کند.
با احتساب این دو مدال، گواتمالا همراه با مراکش در رتبه شصتم رده‌بندی کلی المپیک قرار گرفت.

## مدال‌آوران
| مدال | نام           | ورزش      | رویداد     | تاریخ    |
| ---- | ------------- | --------- | ---------- | -------- |
| طلا  | آدریانا روانو | تیراندازی | تراپ زنان  | ۳۱ ژوئیه |
| برنز | ژان پیر برول  | تیراندازی | تراپ مردان | ۳۰ ژوئیه |

## شرکت‌کنندگان
کاروان گواتمالا متشکل از ورزشکارانی در رشته‌های جدول زیر بود.
| ورزش             | مردان | زنان | کل |
| ---------------- | ----- | ---- | -- |
| دو و میدانی      | ۴     | ۱    | ۵  |
| بدمینتون         | ۱     | ۰    | ۱  |
| جودو             | ۰     | ۱    | ۱  |
| پنج‌گانه مدرن     | ۱     | ۱    | ۲  |
| قایقرانی بادبانی | ۱     | ۰    | ۱  |
| تیراندازی        | ۲     | ۲    | ۴  |
| شنا              | ۱     | ۱    | ۲  |
| کل               | ۱۰    | ۶    | ۱۶ |